# طغلق تیمور
طغلق تیمور یا تغلق تیمور (انگلیسی: Tughlugh Timur؛ ۱۳۱۲/۱۳ – ۱۳۶۳ (سن ۵۰)) خان خانات مغولستان (بخش شرقی خانات جغتای) از ۱۳۴۷ و خان کل خانات جغتای از ۱۳۶۰ تا زمان مرگش بود. اعتقاد بر این است که پدرش اسن بوقا  از نوادگان مستقیم جغتای است. سلطنت او به دلیل گرویدنش به اسلام و تهاجماتش به ماوراءالنهر معروف است.